# Estación de Noviciado
Noviciado es una estación de la línea 2 del Metro de Madrid, España, situada en el distrito Centro, en el barrio de Universidad.
Sus andenes se encuentran bajo la calle de San Bernardo, entre las intersecciones con la calle Noviciado (de ahí su nombre) y la calle de los Reyes. Se encuentra unida con la estación de Plaza de España a través de un túnel que posibilita el transbordo.
En sus inmediaciones se encuentran el Instituto Cardenal Cisneros, la Escuela Superior de Canto de Madrid,  el Ministerio de Justicia y la Escuela de Relaciones Laborales del Instituto de España. Sus andenes se inauguraron en 1924, con la creación de la línea 2 entre 1920-1926. 
Su tarifa corresponde a la zona A.

## Accesos
Vestíbulo Ministerio de Justicia
- Ministerio de Justicia Calle de San Bernardo, 45 (junto al Ministerio de Justicia)

Vestíbulo Noviciado
- Noviciado Calle de San Bernardo, 51 (esquina calle Noviciado)

## Líneas y conexiones

### Metro
| Líneas de Metro que prestan servicio en la estación de Noviciado |               |       |              |                |
| << cabecera                                                      | < estación    | línea | estación >   | cabecera >>    |
| Las Rosas                                                        | Santo Domingo |       | San Bernardo | Cuatro Caminos |

### Autobuses

Situación de las bocas del metro y las paradas de autobuses en el entorno de la estación de Noviciado

| Diurnos |                  |                                                   |
| Línea   | Destino          | Parada                                            |
| 147     | Barrio del Pilar | 1767 NOVICIADO (C/ San Bernardo, 56)              |
| 147     | Callao           | 1768 NOVICIADO (C/ San Bernardo frente al N.º 56) |
| 3       | Puerta de Toledo | 1768 NOVICIADO (C/ San Bernardo frente al N.º 56) |
| 002     | Argüelles        | 4133 NOVICIADO (C/ Pez, 40)                       |
| 002     | Puerta de Toledo | 4142 NOVICIADO (frente al N.º 2)                  |